# Imele
Ereti manus omnis oliuiferaeque Mutuscae;

qui Nomentum urbem, qui rosea rura Velini,

qui Tetricae horrentis rupes montemque Seuerum.

Casperiamque colunt Forulosque et Flumen Himellae...»
(Publio Virgilio Marone, Eneide, Libro VII, 714)
L'Imele (Himellae in latino) è un fiume dell'Abruzzo che, nascendo sul monte Padiglione nell'area montuosa di Verrecchie di Cappadocia (AQ), segue successivamente un percorso sotterraneo per poi riemergere presso Tagliacozzo. Dopo aver attraversato il territorio dei piani Palentini nei pressi di Villa San Sebastiano e Corcumello, si mescola tra i comuni di Scurcola Marsicana e Magliano de' Marsi con il torrente Ràfia dando origine al fiume Salto, tributario del Velino.